# Leon Andrejew
Leon Andrejew (ur. 12 czerwca 1911 w Tomaszowie Mazowieckim, zm. 6 listopada 1980 w Warszawie) – lekarz i działacz społeczny, organizator polskiej służby zdrowia po II wojnie światowej w Gorzowie Wielkopolskim.

## Życiorys

### Rodzina
Urodził się i wychował w Tomaszowie Mazowieckim. Ojciec Sergiusz był urzędnikiem bankowym, matka Kazimiera z domu Makarewicz prowadziła dom. W 1934 roku poślubił Natalię „Nataszę” Prokofiew, z którą miał dwoje dzieci: syna Wawrzyna Andrejewa (ur. 1935 w Brześciu nad Bugiem), koszykarza, inżyniera, menadżera, działacza sportowego oraz córkę Izabelę (ur. 1945 w Gorzowie Wielkopolskim), technika chemika.

### Edukacja
W latach 1929–1935 studiował medycynę w Wilnie na Uniwersytecie im. Stefana Batorego i tam w 1936 uzyskał dyplom lekarza. W 1935 rozpoczął praktykę lekarską w Brześciu nad Bugiem.

### Okupacja
We wrześniu 1939 r., po wybuchu II wojny światowej, został zmobilizowany jako lekarz wojskowy, wziął udział w kampanii wrześniowej, a następnie dostał się do niewoli niemieckiej. W obozie jenieckim przebywał do 1942 r. Po zwolnieniu z obozu powrócił do Brześcia i pracował w szpitalu kolejowym. W 1943 r., przed zbliżającym się frontem, szpital został ewakuowany i przeniesiony do miejscowości Falkensee pod Berlinem. Tam sprawował opiekę medyczną nad robotnikami przymusowymi. Koniec wojny zastał go wraz z rodziną w Nauen w Niemczech.

### Okres gorzowski (1945-1949)
Natychmiast po zakończeniu wojny, w maju 1945 roku, Leon Andrejew wyruszył pieszo wraz z rodziną w kierunku Polski. Po drodze do Polski centralnej, gdzie miał rodzinę, został namówiony do pozostania w Gorzowie Wielkopolskim, gdzie nie istniała wtedy służba zdrowia. Od połowy maja 1945 roku, Leon Andrejew zorganizował w Gorzowie Wielkopolskim przychodnię lekarską pod egidą Polskiego Czerwonego Krzyża, punkt sanitarny na dworcu kolejowym oraz dom noclegowy. Współorganizował polską obsługę Szpitala Miejskiego Nr 1, gdzie pacjentami byli wtedy niemal wyłącznie Niemcy. Od czerwca 1945 prowadził ten szpital i leczył pacjentów wraz z jedynym pozostałym lekarzem Niemcem. W grudniu 1945 roku, po przybyciu innych lekarzy Polaków, został ordynatorem tego szpitala. W następnych, pionierskich latach dla polskiej administracji w Gorzowie, Leon Andrejew był działaczem Polskiego Czerwonego Krzyża i lokalnych Związków Zawodowych. Założył w Gorzowie Wielkopolskim Klub Filatelistyczny. W okresie tym zafundował również prywatne stypendium dla jednej z pracownic szpitala, by mogła studiować medycynę w Poznaniu.

### Pobyt w gułagu na Syberii (1949-1956)
Jego działalność zawodowa i społeczna w Gorzowie Wielkopolskim została nagle przerwana 9 listopada 1949 roku, kiedy to do jego mieszkania wkroczyła grupa polskich pracowników miejscowego Urzędu Bezpieczeństwa i zabrała Leona Andrejewa ze sobą. Żona pozostała z dwójką dzieci, uzyskała informację z UB, że Leon Andrejew nie istnieje w ewidencji aresztowanych. Przez szereg lat, mimo wielu starań, rodzinie nie udało się wyjaśnić losu aresztowanego męża i ojca. Dopiero po pięciu latach, w 1954 roku, rodzina otrzymała pierwszą wiadomość o losie aresztowanego: kartkę pocztową wysłaną z ZSRR, w której informował, że pracuje na Syberii w przemyśle drzewnym. Przyczyną porwania i następującego po nim zesłania do łagru był udział Leona Andrejewa w czasach studenckich w Wilnie w antykomunistycznej organizacji studenckiej.

### Ponowny pobyt w Gorzowie Wielkopolskim (1956-1971)
Leon Andrejew powrócił do Gorzowa we wrześniu 1956 r. Podjął pracę jako lekarz w Szpitalu Miejskim, a w Przychodni Obwodowej prowadził Pracownię Rentgenologiczną. Jednak w o wiele mniejszym stopniu udzielał się społecznie. Cenne zbiory Filatelistyczne (kolekcje stempli i znaczków od początków poczty polskiej) przekazał do Muzeum im. Dekerta w Gorzowie.

### Ostatnie lata życia
W 1971 roku opuścił wraz z rodziną Gorzów i przeniósł się do Radomia, gdzie był dyrektorem szpitala dziecięcego. Od 1978 mieszkał u córki w Warszawie. Pracował jako kierownik Przychodni Radiologicznej przy jednej z przychodni obwodowych.
Leon Andrejew zmarł w Warszawie i tu został pochowany.